# Šljivar
Šljivar (izvirno srbsko Шљивар) je naselje v Srbiji, ki upravno spada pod Mesto Zaječar; slednja pa je del Zaječarskega upravnega okraja.

## Demografija
V naselju živi 285 polnoletnih prebivalcev, pri čemer je njihova povprečna starost 47,6 let (46,2 pri moških in 48,7 pri ženskah). Naselje ima 93 gospodinjstev, pri čemer je povprečno število članov na gospodinjstvo 3,54.
To naselje je, glede na rezultate popisa iz leta 2002, večinoma srbsko, a v času zadnjih treh popisov je opazno zmanjšanje števila prebivalcev.
|  |

| Demografija | Demografija     | Demografija     |
| Leto        | Št. prebivalcev | Št. prebivalcev |
| ----------- | --------------- | --------------- |
|             |                 |                 |
|             |                 |                 |
|             |                 |                 |
|             |                 |                 |
| 1948        | 693             |                 |
| 1953        | 632             |                 |
| 1961        | 619             |                 |
| 1971        | 547             |                 |
| 1981        | 486             |                 |
| 1991        | 411             | 404             |
| 2002        | 350             | 329             |
|             |                 |                 |

| Etnična sestava po popisu iz leta 2002 | Etnična sestava po popisu iz leta 2002 | Etnična sestava po popisu iz leta 2002 | Etnična sestava po popisu iz leta 2002 | Etnična sestava po popisu iz leta 2002 |
| -------------------------------------- | -------------------------------------- | -------------------------------------- | -------------------------------------- | -------------------------------------- |
| Srbi                                   | Srbi                                   |                                        | 240                                    | 72,94%                                 |
| Vlahi                                  | Vlahi                                  |                                        | 71                                     | 21,58%                                 |
| Romuni                                 | Romuni                                 |                                        | 1                                      | 0,30%                                  |
| Makedonci                              | Makedonci                              |                                        | 1                                      | 0,30%                                  |
| Neznano                                | Neznano                                |                                        | 5                                      | 1,51%                                  |